# Miyama
Miyama (みやま市, Miyama-shi) est une ville située dans la préfecture de Fukuoka, sur l'île de Kyūshū, au Japon.

## Géographie

### Situation
Miyama se situe dans le sud de la préfecture de Fukuoka.

### Démographie
En décembre 2021, la population de Miyama s'élevait à 36 028 habitants, répartis sur une superficie de 105,21 km2.

### Hydrographie
Miyama est bordée par le fleuve Yabe au nord-ouest, qui se jette dans la mer d'Ariake à l'ouest de la ville.

## Histoire
La ville de Miyama a été créée en 2007 de la fusion des anciens bourgs de Takata, Setaka et Yamakawa.

## Culture locale et patrimoine
Le village obtient en 2021 le label Meilleurs villages touristiques de l'Organisation mondiale du tourisme.
- Kiyomizu-dera

## Transports
La ville est desservie par la ligne principale Kagoshima de la JR Kyushu et par la ligne Tenjin Ōmuta de la Nishitetsu.